# Stobbezwammetje
Het stobbezwammetje (Kuehneromyces mutabilis, synoniem: Pholiota mutabilis) is een eetbare paddenstoel die tot de familie Strophariaceae behoort. Alleen de hoed wordt gegeten. 

## Kenmerken
Hoed
De gladde hoed is gewelfd tot uitgespreid bultig en de kleur kaneel- tot oranjebruin. Bij het opdrogen wordt het centrum bleekkleurig en de rand gestreept. De hoed heeft een doorsnede van 3-8 cm. Het vlees van de hoed is wit-bruinachtig en heeft een iets bittere, radijsachtige smaak. 
Lamellen
De plaatjes die aan de onderkant van de hoed zitten zijn bleek en bij het ouder worden kaneelbruin. 
Steel
De 3-8 cm lange en 5-9 mm brede steel van de paddenstoel heeft een gelige steeltop en een zwartbruine basis. Op de steel zit een afstaande ring, het overblijfsel van het velum. Onder de ring is de steel schilferig, daarboven glad. 
Geur
De paddenstoel heeft een zoetige geur.
Sporenprint
De sporenprint is roestbruin. 
Sporen
Sporen zijn eivormig, glad, lichtbruin en meten 6–7 × 4–4,5 µm. 

## Leefomgeving
De paddenstoel is in Nederland zeer algemeen en groeit in dichte groepen op stobben en stronken van eiken, elzen, berken en wilgen.

## Dubbelgangers
De soort kan makkelijk verwisseld worden met de giftige gewone zwavelkop (Hypholoma fasciculare) en de eetbare dennenzwavelkop (Hypholoma capnoides).

## Namen in andere talen
- Duits: Gemeines Stockschwämmchen
- Engels: Velvet foot, changeable agaric
- Frans: Pholiote changeante, agaric à soupe
- Italiaans: Famigliola gialla

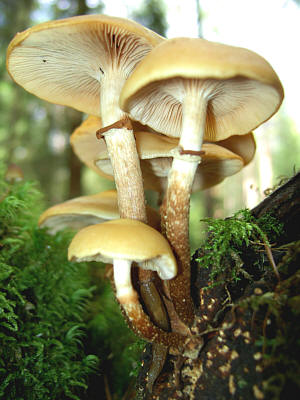
stobbezwammetjes
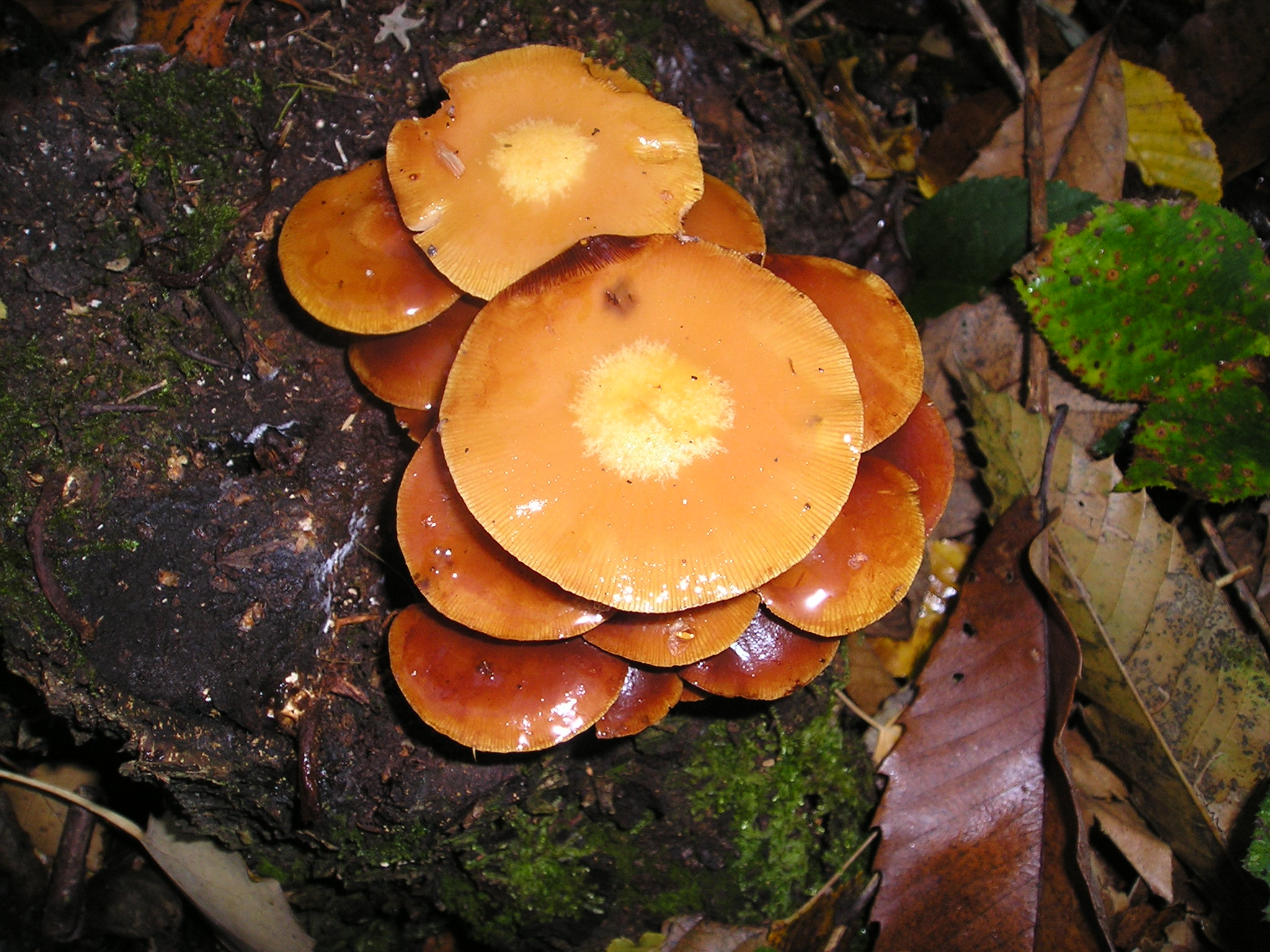
stobbezwammetjes
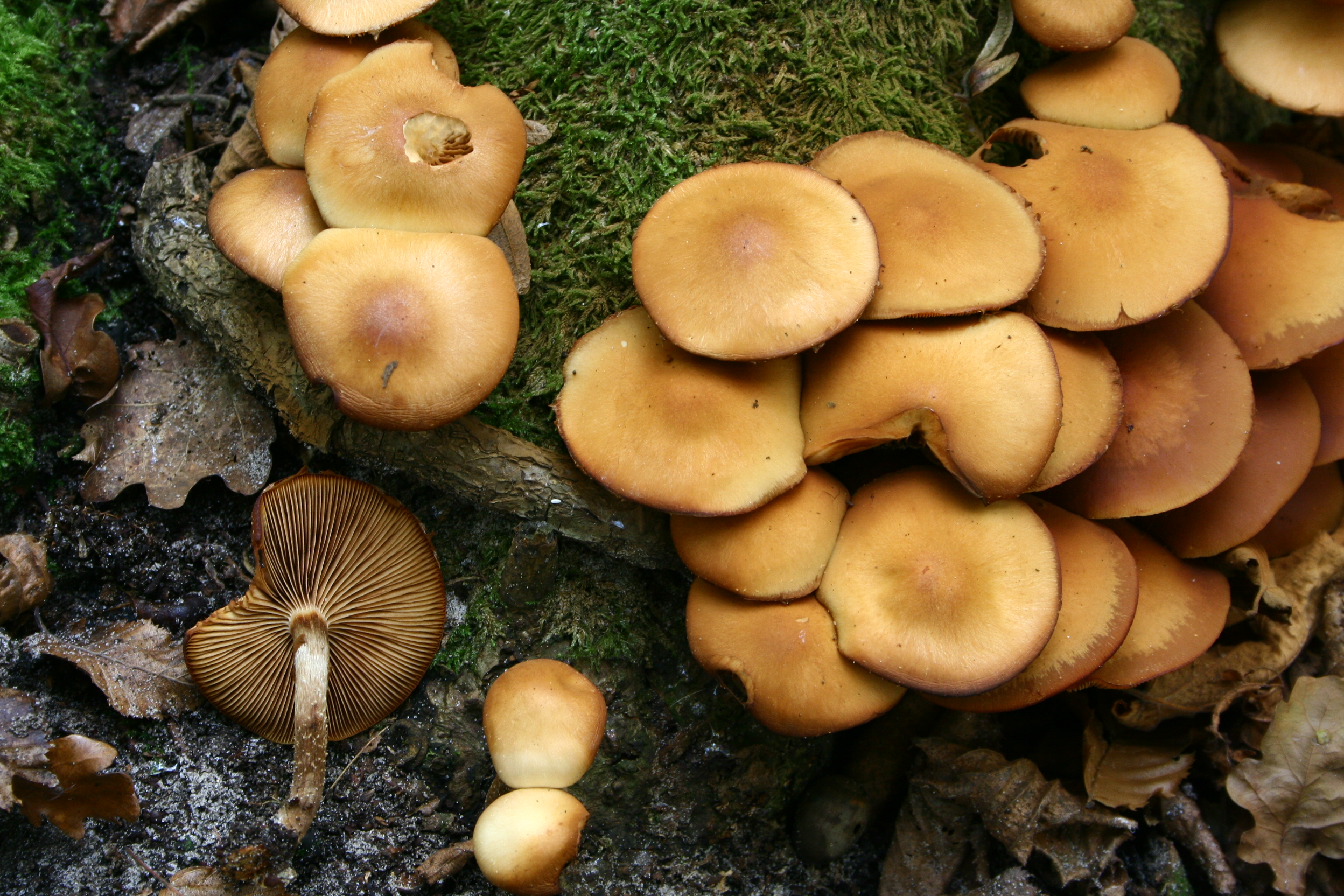
bovenkant hoed

## Verspreiding
Het stobbezwammetje komt veel voor in Australië, Azië (in de Kaukasus, Siberië en Japan), Noord-Amerika en Europa. In Europa komt het veel voor van Zuid-Europa tot IJsland en Scandinavië. In Nederland is het een zeer algemene soort. De vruchtlichamen zijn van april tot eind oktober te vinden.